# 1925 في البرتغال
فيما يلي قوائم الأحداث التي وقعت خلال عام 1925 في البرتغال.

## سياسة

### تعيين في المنصب
- 11 ديسمبر – برناردينو ماتشادو رئيس البرتغال.

### انتهاء فترة المنصب
- 11 ديسمبر – مانويل تيكسيرا جوميز رئيس البرتغال.

## مواليد

### فبراير
- 16 فبراير – كارلوس باريديس موسيقي برتغالي.[1]

### أبريل
- 3 أبريل – أرتور فاز لاعب كرة قدم برتغالي.

### مايو
- 2 مايو – ماريا باروسو ممثلة برتغالية.[2]
- 7 مايو – لويز باتشيكو كاتب برتغالي.[3]
- 30 مايو – كارلوس فرنسيسكو مارتينز بينهيرو

### يونيو
- 23 يونيو – نونو أوليفيرا[4]

### سبتمبر
- 1 سبتمبر – إدواردو خوسيه كورونا لاعب كرة قدم برتغالي.

### نوفمبر
- 11 نوفمبر – أنطونيو خوسيه رافاييل كهنوت برتغالي.

## وفيات

### فبراير
- 22 فبراير – يواكيم خوسيه ماتشادو (مواليد 1847) مهندس برتغالي.[5]

### يوليو
- 19 يوليو – فرنسيسكو خوسيه فيرنانديز كوستا (مواليد 1867) سياسي برتغالي.

### أكتوبر
- 30 أكتوبر – فرانك تومسون (مواليد 1852) لاعب كرة قاعدة من الولايات المتحدة الأمريكية.